# Leoville (Kansas)
Pour les articles homonymes, voir Leoville.
Leoville est une commune non-incorporée (unicorporated community) du comté de Decatur dans le Kansas.

## Histoire
Leoville a été fondé en 1885 par un groupe de colons allemands catholiques. La communauté fut nommée d'après le pape Léon XIII.
Leoville avait des écoles mais elles ont fermé durant l'unification des écoles.

## Personnalité liées à la communauté
L'archevêque catholique romain Stephen Joseph Reichert est né à Leoville en 1943.